# Nagytarcsa, Pesta
Nagytarcsa  este un sat în districtul Gödöllő, județul Pesta, Ungaria, având o populație de 3.697 de locuitori (2011). 

## Demografie
Componența etnică a satului Nagytarcsa
     Maghiari (91,31%)
     Slovaci (5,73%)
     Necunoscut (0,71%)
     Alții (2,25%)
Componența confesională a satului Nagytarcsa
     Luterani (20,34%)
     Romano-catolici (19,83%)
     Fără religie (18,83%)
     Reformați (6,74%)
     Atei (2,16%)
     Necunoscută (31,35%)
     Greco-catolici (0,76%)
     Alte religii (2,14%)
Conform recensământului din 2011, satul Nagytarcsa avea 3.697 de locuitori. Din punct de vedere etnic, majoritatea locuitorilor (91,31%) erau maghiari, cu o minoritate de slovaci (5,73%). Apartenența etnică nu este cunoscută în cazul a 0,71% din locuitori. Nu există o religie majoritară, locuitorii fiind luterani (20,34%), romano-catolici (19,83%), persoane fără religie (18,83%), reformați (6,74%) și atei (2,16%). Pentru 31,35% din locuitori nu este cunoscută apartenența confesională.